# Mammutfriedhof von Kostolac
Ein sogenannter Mammutfriedhof wurde von Archäologen 2009 bei Kostolac, etwa 70 Kilometer östlich von Belgrad in Serbien in einer Kohlengrube gefunden. Die Ansammlung von Mammutknochen mehrerer Tiere nährt den Schluss, dass sich vor Tausenden von Jahren Tiere zum Sterben an diesen Ort begeben haben. Auch aus der Beobachtung von alternden Elefanten wurde die Vermutung abgeleitet, sie begäben sich vor ihrem Tod zu einem kollektiven Sterbeplatz. Die meisten Wissenschaftler gehen aber davon aus, dass es bei den Dickhäutern keine Vorstellung von einem gemeinschaftlichen Friedhof gibt. Wie ähnliche Fundorte (z. B. der Elefantenfriedhof des Palaeoloxodon antiquus bei Rom) belegen, ist diese Vorstellung ein Mythos.
In der serbischen Kohlengrube sind Gebeine von mindestens sieben Mammuts entdeckt worden. In Kostolac wurden bereits zuvor die Überreste einer Mammutkuh gefunden, die vor etwa einer Million Jahren verendete. Inzwischen sind in der Nähe der Fundstätte Knochen von sechs weiteren Dickhäutern aus der Zeit vor rund 100.000 Jahren entdeckt worden, die zu einer anderen Mammutart gehörten.

## Vergleichbare Funde
Bei Naltschik im Bezirk Terski, in der Kaukasus-Republik Kabardino-Balkarien haben Forscher 2013 Mammutüberreste entdeckt. Sie stammen vom sogenannten Südelefanten (Mammuthus meridionalis), einer Mammutart, die vor etwa zwei Millionen Jahren aus Afrika nach Eurasien kam. Bisher wurden sieben relativ vollständige Skelette dieser Art gefunden – drei in Russland, zwei in Italien und je eins in Frankreich (Elefant von Durfort) und Serbien.